# Платонов, Юрий Андреевич
Юрий Андреевич Платонов (11 мая 1934 года — 13 мая 2013 года) — советский и российский актёр театра и кино, Заслуженный артист РСФСР (1978).

## Биография
Родился 11 мая 1934 года. Окончил Московское театральное училище им. М. С. Щепкина (1957, курс В. Н. Пашенной).
С 1957 по 1978-й годы — актёр Воронежского драматического театра имени Кольцова.
В 1978 году персональным Указом Президиума ВС СССР присвоено звание «Заслуженный артист РСФСР» — за заслуги в области советского театрального искусства.
С 1978 по 1991-й годы — актёр Московского Нового драматического театра.
С 1992 года — актёр Воронежского ТЮЗа.
Заслуженный артист РСФСР (1978).
В середине 1990-х стал инвалидом (ампутировали ногу). В последние годы актёр жил в Воронежском доме инвалидов.
Скончался 13 мая 2013 года в г. Воронеже.

## Фильмография
1. 1980 — Поздние свидания — Николай Еремеевич, химик — главная роль
2. 1980 — Половодье — Былич
3. 1982 — С тех пор, как мы вместе — Георгий Васильевич
4. 1983 — Средь бела дня… — Андрей Андреевич Фролов
5. 1984 — Благие намерения — Аполлон Аполлинариевич, директор школы-интерната
6. 1984 — Идущий следом — Илья Ильич, директор школы
7. 1985 — Контракт века — Валерий Александрович, генерал КГБ
8. 1985 — Новоселье — Булатов
9. 1985 — Осенние утренники — Сергей Анисимович Матушкин, первый секретарь райкома партии
10. 1985 — Несмотря на преклонный возраст
11. 1986 — Борис Годунов — протодьякон
12. 1986 — Дополнительный прибывает на второй путь — Поляков
13. 1986 — Певучая Россия — Турищев
14. 1986 — Путь к себе — Иван Андреевич
15. 1986 — Скакал казак через долину — эпизод
16. 1988 — Полёт птицы — директор клуба киноработников
17. 1988 — В поисках выхода — эпизод
18. 1989 — И вся любовь — Иван Андреевич
19. 1989 — Криминальный квартет — полковник милиции
20. 1990 — Мария Магдалина — майор
21. 1991 — Не будите спящую собаку — эпизод
22. 1991 — Андрюша — начальник станции

## Критика
В карьере актёра была только одна главная роль — дебютная в фильме «Поздние свидания»:

В «Поздних свиданиях» уже одно то было интересно, что В. Григорьев с помощью прекрасных актеров (Л. Малеванной и Ю. Платонова) постарался сказку заземлить бытом.— Искусство кино, 1983
Характеры героев в фильме «Благие намерения», где Ю. Платонов играл роль директора школы-интерната, были обеднены по сравнению с литературной основой — повестью А. Лиханова, и по мнению критика журнала «Искусство кино», сценарий не дал актёрам их воплотить:

Директор Аполлон Аполлинарьевич (Ю. Платонов) тоже воспринимается скорее как деловая функция, как присяжный служитель Добра, в нужный момент отворяющий шлюзы гуманизма.— Искусство кино, 1985